# Eleocharis tiarata
Eleocharis tiarata là loài thực vật có hoa trong họ Cói. Loài này được Gómez-Laur. mô tả khoa học đầu tiên năm 2003.